# ريجنالد أوين (قسيس)
ريجنالد أوين (بالإنجليزية: Reginald Owen)‏ هو قسيس نيوزيلندي، ولد في 25 مايو 1887، وتوفي في 24 فبراير 1961.